# Frente de Resgate Nacional de Uganda
Frente de Resgate Nacional de Uganda ou Frente Nacional de Resgate de Uganda (em inglês:  Uganda National Rescue Front, UNRF), refere-se a dois antigos grupos armados rebeldes na sub-região do Nilo Ocidental, em Uganda, que primeiro se opuseram e depois incorporaram-se às forças armadas ugandenses.

## Frente de Resgate Nacional de Uganda
A primeira Frente de Resgate Nacional de Uganda foi formada durante a Guerra Civil de Uganda para se opor ao segundo mandato (1980-1985) de Milton Obote como presidente de Uganda. O grupo era composto por ex-partidários de Idi Amin e chefiado pelo brigadeiro Moses Ali, ex-ministro das Finanças de Amin.
Após a queda de Obote em julho de 1985, mais de 1000 membros da Frente de Resgate Nacional de Uganda juntaram-se ao governo de Yoweri Museveni.  Moses Ali ocupou um grande número e variedade de cargos no governo de Museveni, incluindo Ministério do Turismo e Vida Selvagem  e o Ministério da Juventude, Cultura e Esporte. Em abril de 1990, foi preso por acusações de traição e encarcerado até junho de 1992, quando foi libertado e absolvido. Isso não o impediu de ser nomeado posteriormente Ministro de Assuntos Internos, Ministro da Prevenção de Desastres e Vice-Primeiro Ministro.

## Frente de Resgate Nacional de Uganda II
A segunda Frente de Resgate Nacional de Uganda foi um grupo que se separou da Frente do Banco do Nilo Ocidental em 1996, e incluiu membros da Frente de Resgate Nacional de Uganda original que não fizeram as pazes com Museveni. Operou principalmente no condado de Aringa, distrito de Arua, fora das bases no sul do Sudão, e recebeu apoio do governo sudanês (a Frente Islâmica Nacional), em retaliação pelo apoio do governo de Uganda ao Exército Popular de Libertação do Sudão. Foi liderado pelo major-general Ali Bamuze.
Em 24 de dezembro de 2002, a Frente de Resgate Nacional de Uganda II assinou um cessar-fogo formal com o governo na cidade de Yumbe, no noroeste de Uganda. Os termos incluíam que os soldados do grupo rebelde fossem incorporados ao exército ugandense e 4,2 bilhões de xelins sendo distribuídos ao grupo.